# Mythe des ovnis du Troisième Reich

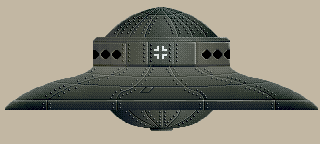
Vue d'artiste d'un Haunebu, type d'ovni du Troisième Reich, tel qu'évoqué dans les écrits de George Adamski, Reinhold Schmidt, Howard Menger et Stephen Darbishire.

Le mythe des ovnis du Troisième Reich ou mythe des ovnis nazis, ou encore la légende du V7, est un mythe ufologique selon lequel des ovnis auraient été construits en secret durant la période du Troisième Reich en Allemagne ou par la suite dans des bases secrètes, en particulier en Antarctique. Apparu dès le début des années 1950 dans les milieux nazis et néonazis sur fond de croyance en la survie du Troisième Reich, ce mythe a connu depuis des enrichissements successifs dans le cadre d'une propagande visant à séduire en jouant sur l'attrait pour l'ufologie et les théories du complot.

## Apparition du mythe (années 1950-1960)
Le mythe plonge ses racines dans la croyance d'une survie d'Adolf Hitler après la défaite de Berlin, et sa fuite dans un refuge en Antarctique.

### Nazisme et magie
Parallèlement au développement de cette croyance, des auteurs proches de l'extrême-droite, se plaçant dans la lignée de Jacques Bergier et Louis Pauwels (qui ne l'étaient pas), auteurs du Matin des magiciens, font de l'idéologie nazie une pensée magique, tandis que la droite radicale érige Heinrich Himmler et Hitler au rang de héros antiques.

### Rôle des anciens nazis
Le lien entre les soucoupes volantes et de prétendues révélations selon lesquelles les ingénieurs nazis auraient effectué des recherches dans ce domaine est rapidement affirmé. Dans une interview publiée par Der Spiegel, un ancien officier de la Luftwaffe, le capitaine Rudolf Schriever, déclare avoir conçu les plans d'un engin à décollage vertical. Lorsqu'une compagnie canadienne annonce en 1953 la mise au point d'un engin volant circulaire, un autre ingénieur allemand, Georg Klein, ancien fonctionnaire du Ministère du Reich pour l'Armement et les Munitions, soutient que ce genre de réalisations était déjà courant sous le IIIe Reich, avec en particulier un engin mis au point par un ingénieur du projet de missile V2, Richard Miethe.
Erich Halik, proche de Wilhelm Landig et membre de son groupe voué à l'ariosophie, publie entre 1951 et 1955, dans le magazine ésotérique autrichien Mensch und Schicksal, une série d'articles reliant en particulier le mythe des soucoupes volantes nazies opérant à partir d'une base secrète en Antarctique au « témoignage » de rencontres extraterrestres de George Adamski. Il suscite peu d'échos dans l'immédiat, mais fixe un des motifs récurrents du mythe : les soucoupes volantes seraient un élément clé de plans nazis destinés à permettre la poursuite du conflit après la défaite. Dans le même ordre d'idées, un livre paru en 1955 en Afrique du Sud décrit un engin à réaction dénommé « V-7 » qui serait celui mis au point par Richard Miethe et dont un exemplaire serait tombé entre les mains de l'URSS.
Le mythe est également relayé à la fin des années 1950 par la littérature de plus en plus importante sur le thème des armes secrètes nazies, avec en particulier les écrits de Rudolf Lussar et d'un ingénieur italien, Renato Vesco.

### Mythes de la survie de Hitler
Enfin, dans les années 1960, Michael X. Barton publie une série de livres soutenant qu'Hitler s'était réfugié en Argentine et que les ingénieurs nazis continuaient à développer la technologie des soucoupes volantes en Amérique du Sud, en Afrique du Sud et en Antarctique.
L'idée faisant des soucoupes volantes des armes secrètes inventées par le IIIe Reich et cachées en mai 1945 en Arctique, en Antarctique ou en Afrique du Sud, apparaît dès le début des années 1950 dans certains cercles nationalistes allemands.
Les éléments clés du mythe à cette époque restent les prouesses technologiques du nazisme et l'idée de sa survie, caché dans des bases secrètes de l'Antarctique et d'Amérique du Sud.

## Édulcoration du nazisme
Les années 1970 voient l'enrichissement du mythe des soucoupes volantes nazies en particulier à l'initiative de Wilhelm Landig et de l'éditeur et écrivain néonazi Ernst Zündel (sous le pseudonyme de Christof Friedrich).
Il s'agit essentiellement, pour la propagande néonazie, de tirer profit de la vogue de ces thèmes et de toucher de nouveaux publics en présentant un IIIe Reich réécrit sous un angle nouveau, séduisant et coupé de son histoire réelle.

## Mutation du mythe

### Le mythe au temps du New Age (années 1980-1990)
Dans les années 1990, des auteurs comme Miguel Serrano, Norbert Jürgen-Ratthofer, Ralf Ettl et Jan van Helsing remettent le mythe au goût du jour en le reliant aux croyances ariosophes, aux théories du complot et aux mythes New Age.
Durant les années 1980, le mythe rejoint l'ensemble des discours non conventionnels sur le nazisme, visant à présenter cette idéologie comme acceptable ; ainsi, les ouvrages qui lient expressément ufologie et nazisme se présentent comme une protestation contre la recherche universitaire, présentée comme une sorte de discours officiel, destiné à dissimuler des faits importants à la connaissance du plus grand nombre.

### Persistance du mythe auXXIesiècle
Bien que Colin Summerhayes, géologue et océanographe à l'Université de Cambridge, ait publié en 2007 dans la revue Polar Review, un article exposant les arguments scientifiques qui invalident ce mythe, celui-ci continue à avoir ses partisans et même à faire régulièrement l'objet d'articles dans la presse.

### Liens internet
1. ↑  Summerhayes et Beeching 2007, lire en ligne.
2. ↑  Pourquoi la légende d’une base nazie secrète en Antarctique est aussi tenace, Daniel Oberhaus, Motherboard, 14 mars 2017.

#### Œuvres de fiction sur le sujet
Films et séries tv
- Les Semeurs de foudre (1962).
- S.S. Doomtrooper (2006).
- Menace sur Apollo (2010).
- Iron Sky (2012).
- Overlord (film, 2018).
- Iron Sky 2 (2019).

Indiana Jones (franchise)
Les nazis sont à la recherche du Saint Graal dans Indiana Jones et la Dernière Croisade (1989).
Marvel
Les nazis et Crâne rouge (Red Skull) sont à la recherche du cube cosmic et du super Soldat.
- Captain America : First Avenger (2011).
- Captain America : Le Soldat de l'hiver (2014).
- Avengers: Infinity War (2018).

Le Maître du Haut Château (roman)
Les nazis trouvent les mondes parallèles dans Le Maître du Haut Château série 2015.
BD comics et mangas
- J. Martin, C. Alvès, F. Corteggiani, Mission Antarctique, 2015, Ed. Casterman, Les aventures de Guy Lefranc.
- Jin-Roh, la brigade des loups, 1999, anime.
- JoJo's Bizarre Adventure, l'arc Battle Tendency, manga, anime.

Jeux
- Wolfenstein (1992-2019), Muse Software.
- Dino D-Day (jeu vidéo) PC 2011 (800 North and Digital Ranch games), Hitler et les nazis ressuscitent les dinosaures.

Musique
- T.E.N (artiste : Osirus Jack), la première reprise de ce single est une référence directe à ce mythe. Elle nous montre le dossier "HAUNEBU III".